# يودوفورم
يودوفورم (أو ثلاثي يودو الميثان) هو مركب عضوي من مركبات ثلاثي هالو الميثان (الهالوفورم)، صيغته CHI3، ويوجد على شكل صلب أصفر شاحب اللون.

## التحضير
يحضر المركب وفق تفاعل هالوفورم (اصطناع يودوفورم في هذه الحالة) وذلك من تفاعل اليود وهيدروكسيد الصوديوم مع الإيثانول:

## الخواص
يوجد المركب في الشروط القياسية على شكل بلورات صفراء شاحبة، وهي ضعيفة الانحلالية في الماء، لكنها تذوب في الإيثانول والكلوروفورم.
تتبع البلورات بنية جزيئية رباعية السطوح بتناظر من النمط C3v.

## الاستخدامات
يدخل المركب في عدد من تفاعلات الاصطناع العضوي مثل اصطناع تاكاي للأوليفين. كما كان يستخدم سابقاً ضمن المطهرات.